# Liste der Monuments historiques in Saint-Hippolyte (Charente-Maritime)
Die Liste der Monuments historiques in Saint-Hippolyte (Charente-Maritime) führt die Monuments historiques in der französischen Gemeinde Saint-Hippolyte auf.

## Liste der Bauwerke
| Bezeichnung         | Beschreibung              | Standort | Kennzeichnung | Schutzstatus | Datum | Bild           |
| ------------------- | ------------------------- | -------- | ------------- | ------------ | ----- | -------------- |
| Kirche St-Hippolyte | Erbaut im 12. Jahrhundert | (Lage)   | PA00105177    | Classé       | 1995  | weitere Bilder |

## Liste der Objekte

### Kirche St-Hippolyte
| Bezeichnung              | Beschreibung                                                | Standort | Kennzeichnung | Schutzstatus | Datum | Bild |
| ------------------------ | ----------------------------------------------------------- | -------- | ------------- | ------------ | ----- | ---- |
| Retabel des Marienaltars | Holz, vergoldet, 18. Jahrhundert                            | (Lage)   | PM17001426    | Inscrit      | 1984  |      |
| Zwei Altarleuchter       | am Hochaltar; Bronze, 18. Jahrhundert                       | (Lage)   | PM17001428    | Inscrit      | 1984  |      |
| Hochaltar                | Altar und Tabernakel; Holz, farbig gefasst, 18. Jahrhundert | (Lage)   | PM17001427    | Inscrit      | 1984  |      |